# Miami (Manitoba)
Pour les articles homonymes, voir Miami (homonymie).
Miami est une localité du sud du Manitoba, au Canada fondée en 1885. Elle est située à environ 100 kilomètres au sud-ouest de Winnipeg, dans la municipalité rurale de Thompson (en).